# Knittlingen
Knittlingen (pronunciación en alemán: /ˈknɪtlɪŋən/ⓘ) es una ciudad en el Distrito de Enz en Baden-Württemberg, situada el sur del Alemania.
Se encuentra en el borde oriental del Kraichgau, en el centro de un rectángulo que se forma  Heidelberg, Karlsruhe, Heilbronn y Stuttgart.
El centro de Knittlingen se compone de muchas casas entramadas de madera.  
Knittlingen está situada en el Kraichgau que es una región de colinas de Baden-Württemberg, al sudoeste de Alemania, 
bordeada por la cordillera del Odenwald y el Neckar al norte, la Selva Negra al sur y el Rin Superior al oeste, 
y al este de Stromberg, Hardt y Heuchelberg.
En ella nació, probablemente en 1480, el Fausto histórico.

## Historia

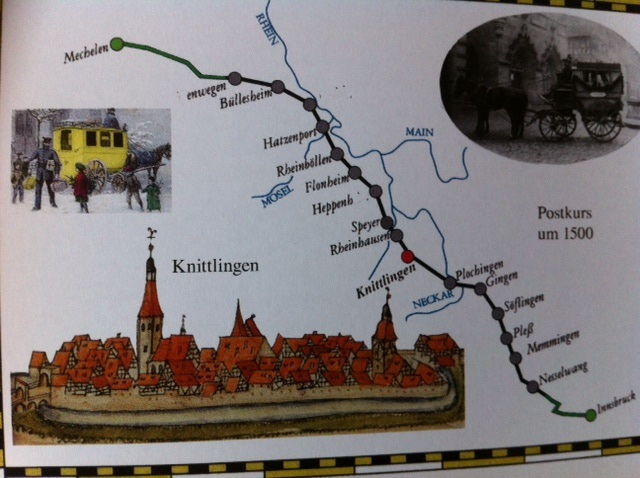
Ruta comercial

La ciudad fue fundada en el período del Reino de los francos y se menciona en el año 843 como "Cnudelingen". 
Desde la posesión de varios líderes religiosos y seculares, entre ellos el Gran Ducado de Baden, 
finalmente sugió el Monasterio de Maulbronn como el único propietario.
En 1490 el rey romano-alemán y más tarde el emperador Maximiliano I estableció la primera ruta postal regularmente, 
entre Innsbruck y los Países Bajos. El servicio postal trajo un montón de la vida en la pequeña ciudad.
La ciudad en los años 1360, 1632 y 1692 cada vez fue destruida por completo y tuvo que sufrir mucho más 
a través de asedios, incendios y saqueos. 1632 Knittlingen fue quemada por las tropas del general imperial 
Ernesto Montecuculli en la Guerra de los Treinta Años. 
La anterior importante ruta comercial desde Fráncfort via Espira a Stuttgart recorrió Knittlingen.

## Ciudades hermanadas
- Benaoján en España,
- Montejaque en España